# Хнум
Хнум — в єгипетській міфології, бог родючості, що створив світ і всіх істот із глини на своєму гончарному колі. Також вшановувався як бог розливів Нілу, від яких залежали врожаї в Єгипті.

## Образ і функції
Зазвичай Хнум зображався як людина з головою довгорогого барана. Йому приписувалося створення світу та всіх істот у ньому на гончарному колі. Настання нового дня пов'язувалося з тим, що цей бог крутить колесо, створюючи всесвіт заново. Хнум контролював щорічні розливи Нілу та уособлював їхню життєдайність і небезпеку. Родючість мулу та його схожість із глиною слугували підґрунтям для наділення Хнума гончарством.
Його парою іноді вказувалася богиня Хекат. У храмі в Асуані Хнум зображений у складі тріади разом із Сатет і Анукет. У районі першого порогу Нілу Хнума вшановували як одне з верховних божеств. За повір'ям, Хнум створював ка фараона ще до його народження. Через співзвучність слова «баран» зі словом «душа» («ба») Хнум часом вважався душею інших богів: Геба, Осіріса та Ра. Також ототожнювався з сонцем, поки воно рухається під землею вночі.

## У легендах
За легендою, написаною на кам'яній стелі з одного з островів Нілу, за часів фараона Джосера (ІІІ тис. до н. е.) в Єгипті настав 7-ирічний голод, бо Ніл слабко розливався. Мудрець Імхотеп, сановник та архітектор у фараона, дослідив стародавні записи та вказав, що води Нілу сховані в печерах і тільки Хнум має силу їх випустити. Тоді Джосер приніс богу багаті жертви. Після цього Хнум з'явився йому уві сні й пообіцяв, що голод припиниться.